# No es serio este cementerio
«No es serio este cementerio» es una canción perteneciente a la banda española de música tecno-pop Mecano, y fue el cuarto sencillo que se publicó del álbum Entre el cielo y el suelo (1986). Es un tema musical lanzado como sencillo comercial en 1987, escrito y producida por José María Cano en ritmo de marcha fúnebre y con sonidos de ambientación atmosférica (teclados y backing-vocals). La canción en sí es un relato tragicómico a manera de parodia y con algo de humor negro, hacia lo que podría ser las cotidianidades de la vida de ultratumba y de todo lo que envuelve a los camposantos.
A manera de información adicional acerca de esta canción: En la coda de "No es serio este cementerio", José María incluyó adrede — como backing-vocals cantados en la voz Ana — la siguiente frase en latín: Finis gloriæ mvndi homini que traducido al español sería "El final de la gloria del mundo del hombre".
Como antecedente a esto hay que mencionar que el pintor cordobés del barroco español, Juan de Valdés Leal (1622-1690), pintó un fresco titulado de manera muy similar: (sic) el cual está ubicado en la Iglesia del Hospital de la Santa Caridad en Sevilla. José María Cano nunca ha aclarado por qué incluyó esa frase modificada en latín dentro de esa canción... Por lo que hasta ahora solo queda asumir que es, al igual que la frase original, una alusión a lo efímero de la vida terrenal y sus banalidades de las que habla en sí misma la letra de la canción.
No es el único tema de Mecano en el que, dentro del texto de la canción haya fragmentos cantados en latín, en 1984, Nacho Cano, escribe y produce el tema titulado "La extraña posición", canción que narra los detalles de un asesinato pasional... Este tema musical tiene un fragmento de 40 segundos cantado en latín por la Coral de la Iglesia de St. Mathews de Londres.

## Portada
La carátula de este disco sencillo, al igual que las otras anteriores que se publicaron, siguen la misma temática en cuanto a diseño de la portada del álbum. Es una ampliación de un "detalle" de una de las fotos correspondiente a la sesión de fotográfica que se hizo para el disco de Entre el cielo y el suelo. Portada bi-cromática en tonos de negros y verde oliva; se muestra abarcando en todo lado izquierdo y parte de la zona central de la cubierta, el rostro de Nacho Cano mirando al suelo. En el lado derecho de la tapa, el nombre del grupo (en letras minúsculas) así como también el título de la canción colocados ambos en una posición vertical, en sentido de arriba hacia abajo.

## Lista de canciones

### Sencillo de vinilo (7")

#### Lado A
- «No es serio este cementerio» (4:25) (J. M. Cano).

#### Lado B
- «50 palabras, 60 palabras ó 100» (3:57) (I. Cano).

## Versiones de otros cantantes
- Los acúsicas, álbum "En tu fiesta me colé" (2004)
- Groove Messengers Feat. Evie, álbum "La fuerza del chill out" (2008)
- Maquiavelia, álbum “Angustiantes Cuentos Malévolos Encantadoramente Tristes y Escalofriantes” (2011)
- La película mexicana de animación La leyenda de la Nahuala (2007) incluyó esta canción en su banda sonora, en donde el personaje de Teodora interpretada por Mayte Cordeiro la cantaba de una manera desafinada y cómica a la vez.

## Posicionamiento en listas
| País (1988)    | Mejor posición |
| -------------- | -------------- |
| Colombia (UPI) | 2              |